# Bäckasjögölen
Bäckasjögölen är en sjö i Ronneby kommun i Blekinge och ingår i Vierydsåns huvudavrinningsområde. Sjön är 8,9 meter djup, har en yta på 0,03 kvadratkilometer och är belägen 58,1 meter över havet.